# Maria Naganawa
Maria Naganawa (長縄 まりあ Naganawa Maria?,  prefectura de Aichi, Japón, 5 de agosto de 1995) es una seiyū japonesa afiliada a I'm Enterprise. Sus papeles de animación notables incluyen a Kanna Kamui en Kobayashi-san Chi no Maid Dragon, Komekko en KonoSuba, Plaqueta en Hataraku Saibō y a Shizuka Yoshimoto en Kimi no Koto ga Dai Dai Dai Daisuki Na 100-nin no Kanojo

## Filmografía

### Anime
- Rokujōma no Shinryakusha!? (2014), como Theiamillis "Theia" Gre Fortorthe;[2]
- Ani Tore! EX (2015), como Shion Tachibana;[3]
- Komori-san wa Kotowarenai! (2015), como Masako Negishi[4]
- Fushigi na Somera-chan (2015), como Ai Matsushima[5]
- Ani Tore!! XX (2016), como Shion Tachibana[6]
- Divine Gate (2016), como Ruri
- Kiitarou Shounen no Youkai Enikki (2016), Yuki Musume
- Stella no Mahō (2016), como Tamaki Honda;[7]
- Occultic;Nine (2016), Chizu Kawabata;
- Kōkaku no Pandora (2016), como Amy Gilliam;[8]
- Saijaku Muhai no Bahamut (2016), como La Krusche;
- Kobayashi-san Chi no Maid Dragon (2017), como Kanna Kamui;
- KonoSuba 2 (2017), como Komekko;
- Two Car (2017), como Tsugami Nakajima;
- HUGtto! PreCure (2018) como Junna Tokura
- Slow Start (2018), como Kamuri Sengoku;
- Hataraku Saibō (2018), como Plaqueta;[9]
- Sword Gai: The Animation (2018), como Rie Matoba;
- Joshi Kōsei no Mudazukai (2019), como Saku "Loli" Momoi[10]
- Azur Lane (2019), como Laffey;[11]
- Z/X Code reunion (2019), como Matoi Shinonome;[12]
- BNA: Brand New Animal (2020), como Nazuna Hiwatashi.
- Hyper Ultra Girlish (2021), como Jaku-chan
- Kimi no Koto ga Dai Dai Dai Dai Daisuki na 100-nin no Kanojo (2023) como Shizuka Yoshimoto.

### Videojuegos
- Magia Record (2018), como Mito Aino
- Dead or Alive Xtreme Venus Vacation (2021), como Koharu
- Blue Archive (2021), como Natsu Yutori
- Fate/Grand Order (2022), como Mary Anning
- Aether Gazer (2023), como Oneiroi
- Honkai Star Rail (2023), como Huo Huo